# شكل نمطي
في الرياضيات، شكل نمطي (بالإنجليزية: Modular form)‏ هو دالة تحليلية عقدية معرفة على النصف الأعلى من المستوى العقدي، تحقق نوعا ما من المعادلات الدالية وشرطا ما حول نمو تلك الدالة. إذن، نظرية الأشكال النمطية تنتمي إلى مجال التحليل العقدي ولكن أهميتها كمنت في ارتباطاتها بمجال نظرية الأعداد.

## أمثلة
أبسط الأمثلة من وجهة النظر هاته هي متسلسلات أيزنشتاين.
لكل عدد زوجي k أكبر قطعا من 2، نعرف:
{\displaystyle E_{k}(\Lambda )=\sum _{\lambda \in \Lambda -0}\lambda ^{-k}.}